# Mtiulètia
Mtiuleti o Mtiulètia (georgià: მთიულეთი; literalment "La terra de les muntanyes") és una regió històrica de la Geòrgia oriental, al vessant sud del caucas. Principalment la forma la vall de l'Aragvi i limita amb Gudamakari a l'est, Khando al sud, Tskhrazma a l'oest, i Khevi al nord. Mtiulètia ocupa parts dels moderns districtes de Dusheti i Kazbegi, a la regió (mkhare) de Mtskheta-Mtianeti. La població principal i tradicional centre regional és una vila (daba) de nom Pasanauri.